# Síntios

Localização aproximada dos síntios

Os síntios (em grego:  Σίντιες), "Saqueadores", do grego antigo sinteis, "destrutivo") ou sínticos eram os membros de uma tribo conhecida pelos antigos gregos como piratas e saqueadores; alguns autores descreveram-nos como um povo trácio que havia habitado a região da atual província de Síntice, na Grécia, e a ilha de Lemnos (já que Sintêïs é um nome antigo de Lemnos).
Os síntios, que veneravam Hefesto, foram mencionados por Homero, na Ilíada, como o povo que cuidou do deus em Lemnos depois que ele despencou dos céus para a terra; os síntios "de fala selvagem" (agriophonoi) também são mencionados na Odisseia; na tradição relatada por Homero, acredita-se que, devido à sua fala incompreensível, faziam parte dos povos não-helênicos que habitavam a região do mar Egeu. O fato dos síntios não pedirem ao deus por nada em troca de seu culto indicaria que eles seriam aqueles que, no mito pré-homérico, resgataram o deus.